# 1842 в Україні

## Особи

### Народились
- 5 січня, Хижняков Василь Михайлович (1842—1917) — міський голова Чернігова (1875—1887) та гласний міської думи, голова Чернігівської губернської земської управи (1886—1896), викладач.
- 15 січня, Гембицький Тит Гаврилович (1842—1908) — український актор, директор Театр Української Бесіди.
- 18 січня, Лопатинський Лев Григорович (1842—1922) — український і російський лінгвіст та етнограф, дослідник мов народів Кавказу.
- 24 січня, Сантагано-Горчакова Олександра Олександрівна (1842—1913) — співачка (лірико-колоратурне сопрано), актриса, перекладачка і педагог.
- 27 січня, Куїнджі Архип Іванович (1842—1910) — український і російський живописець-пейзажист і педагог грецького походження.
- 1 лютого, Кнорре Павло Карлович (1842—1908) — російський вчений-лісівник, засновник Морозовського лісництва.
- 1 лютого, Орловський Володимир Донатович (1842—1914) — український живописець, академік Петербурзької академії мистецтв.
- 18 лютого, Добрянський Іван (1842—1919) — галицький науковець, педагог, громадсько-політичний діяч москвофільського напрямку.
- 24 лютого, Юліан Романчук (1842—1932) — довголітній політичний провідник галицьких українців, визначний громадський та культурно-освітній діяч (педагог, письменник, журналіст, видавець).
- 1 березня, Залозецький Володимир Дмитрович (1842—1898) — український хірург, громадський діяч.
- 22 березня, Лисенко Микола Віталійович (1842—1912) — український композитор, піаніст, диригент, педагог, збирач пісенного фольклору, громадський діяч.
- 14 квітня, Адальберт Баудісс (1842—1926) — польський церковний діяч, римо-католицький священик, єзуїт, педагог. Упродовж 1884—1902 років брав участь у проведені Добромильської реформи василіян.
- 23 квітня, Авдиковський Орест Арсенович (1842—1912) — український письменник, публіцист, редактор, громадський діяч, руської орієнтації Член Ставропігійського інституту, «Народного Дому» (м. Львів), Товариства імені М. Качковського, голова Товариства слов'янських журналістів.
- 26 травня, Сікорський Іван Олексійович (1842—1919) — психіатр, психолог, професор київського університету Св. Володимира.
- 8 липня, Бенардос Микола Миколайович (1842—1905) — український винахідник грецького походження, творець дугового електрозварювання (1882).
- 2 вересня, Ганкевич Климентій Миколайович (1842—1924) — український мовознавець, філософ, педагог, психолог. Доктор філософії і вільних наук
- 18 вересня, Ничипоренко Іван Іванович (1842—1910) — український педагог і освітній діяч, дійсний статський радник.
- 8 жовтня, Демченко Яків Григорович (1842—1912) — російський та український громадський діяч, публіцист.
- 4 листопада, Трітшель Карл Генріхович (1842—1914) — клініцист, фтизіатр, невропатолог, доктор медицини (1872), заслужений ординарний професор (1901), завідувач кафедри спеціальної патології і терапії з госпітальною клінікою Київського університету св. Володимира (1878—1903).
- 6 листопада, Танячкевич Данило Іванович (1842—1906) — український греко-католицький священик, громадсько-політичний діяч і публіцист.
- 14 грудня, Яворовський Микола Іванович (1842—1919) — історик, дослідник Поділля, редактор журналу.
- 17 грудня, Качала Володимир Степанович (1842—1894) — інженер, громадський діяч, меценат.
- Андрієвський Митрофан Олександрович (1842—1887) — український філолог і педагог.
- Баратов Борис Федорович (1842—1905) — князь, полковник російської імператорської армії, учасник російсько-турецької війни 1877—1878 рр..
- Бертьє-Делагард Олександр Львович (1842—1920) — російський історик Криму, археолог, нумізмат і громадський діяч, інженер-будівельник, краєзнавець, генерал-майор.
- Владислав Ґодовський (1842 — після 1902) — львівський архітектор.
- Данилюк Йосип Миколайович (1842—1904) — громадсько-політичний діяч і видавець Галичини.
- Драгоманова Людмила Михайлівна (1842—1918) — українська громадсько-культурна діячка, перекладач.
- Мегединюк Марко Степанович (1842—1912) — український народний різьбяр.
- Трегубов Віктор Павлович (1842—1909) — дійсний статський радник, у 1889—1906 роках — міський голова Полтави. Почесний громадянин Полтави.
- Яблоновський Антон Васильович (1842—1890) — сценограф і маляр.

### Померли
- 12 лютого, Станіслав Яшовський (1803—1842) — польський шляхтич, письменник, поет, критик, історик, журналіст, драматург.
- 10 червня, Алоїз Осінський (1770—1842) — ксьондз, піяр, польський педагог, філолог, лексикограф, дослідник старопольської писемності. Луцький єпископ-суфраган.
- 6 липня, Ган Олена Андріївна (1814—1842) — російська письменниця XIX століття, постійний автор журналу «Бібліотеки для читання» та журналу «Отечественные записки».
- 30 серпня, Беретті Вікентій Іванович (1781—1842) — російський та український архітектор італійського походження, академік Петербурзької Академії мистецтв, професор архітектури.
- 23 жовтня, Вілібальд Бессер (1784—1842) — ботанік, ентомолог і природодослідник Волині, Поділля, України. Доктор медицини.
- 16 листопада, Каразін Василь Назарович (1773—1842) — український вчений, винахідник, громадський діяч. Засновник Харківського університету (1805), ініціатор створення одного з перших у Європі Міністерства народної освіти, автор ліберальних проектів реформування державного устрою і народного сільського господарства.
- Алфьоров Микола Федорович (1777—1842) — український культурний діяч, архітектор, гравер, художник, письменник.
- Фліге Карл Якович (1785—1842) — генерал-майор (1839). Курський (1839—1841) і подільський (1840—1841) військовий і цивільний губернатор. Укладач «Атласу Подільської губернії» (1842).

## Засновані, створені
- Національний академічний український драматичний театр імені Марії Заньковецької
- Жовтневий палац (Київ)
- Лікарня при Микільському Больницькому монастирі (Київ)
- Прокафедральний собор святого Олександра (Київ)
- Кременчуцька тютюнова фабрика
- Олександрівська копальня (Юзівка)
- Свято-Миколаївський морський собор
- Семінарійський костел Святого Йоана з Дуклі (Житомир)
- Церква Різдва Пресвятої Богородиці (Литвинів)
- Церква Воздвиження Чесного Хреста Господнього (Романівка)
- Церква святого Івана Хрестителя (Чайковичі)
- Церква Зачаття Івана Хрестителя (Черганівка)
- Джерело № 2 «Софія»
- Особняк Ніколи Терещенка
- Зайцеве (Бахмутський район, село)
- Матвіївка (Веселівський район)
- Новоандріївка (Волноваський район)
- Першотравневе (Розівський район)
- Різдвянка (Лозівський район)
- Шумани

## Видання, твори
- Мертві душі
- Тарас Бульба (повість)
- Катерина (картина Шевченка)
- Шинель (повість)